# 2015년 KBL 드래프트
2015 프로농구 신인 지명회의(2015 KBL Draft)는 2015년 10월 26일 잠실학생체육관에서 열렸다

## 지명 방식
- 1~8순위 추첨은 지난시즌 3~10위팀을 대상으로 한다.(단, LG는 오리온의 1라운드 지명권양도로인해 1라운드 2명 선발 가능, 오리온은 LG의 2라운드 지명권양도로인해 2라운드 2명 선발 가능)
- 9순위로는 원주 동부 프로미, 10순위는 울산 모비스 피버스가 자동 배정
- 2라운드부터는 지명순서의 역순으로 지명한다.

| 지명순위 | 1   | 2        | 3   | 4  | 5    | 6  | 7  | 8  | 9    | 10     | 13     |
| -------- | --- | -------- | --- | -- | ---- | -- | -- | -- | ---- | ------ | ------ |
| 팀       | KGC | 전자랜드 | KCC | kt | 삼성 | LG | SK | LG | 동부 | 모비스 | 오리온 |

## 드래프트 결과
- 일반 참가 선수는 출신교를 따로 표기하지 않았음.

| 지명 순위 | KGC               | 전자랜드           | KCC                 | kt                     | 삼성            | LG              | SK              | LG              | 동부            | 모비스          |
| --------- | ----------------- | ------------------ | ------------------- | ---------------------- | --------------- | --------------- | --------------- | --------------- | --------------- | --------------- |
| 1         | 문성곤 (고려대)   | 한희원 (경희대)    | 송교창 (삼일상고)   | 최창진 (경희대)        | 이동엽 (고려대) | 정성우 (상명대) | 이대헌 (동국대) | 한상혁 (한양대) | 서민수 (동국대) | 정성호 (연세대) |
| 지명 순위 | 모비스            | 동부               | 오리온              | SK                     | 오리온          | 삼성            | kt              | KCC             | 전자랜드        | KGC             |
| 2         | 류영환 (건국대)   | 김동희 (조선대)    | 성건주 (경희대)     | 이승환 (건국대)        | 이호영 (고려대) | 이종구 (경희대) | 류지석 (상명대) | 박준우 (조선대) | 유재성 (단국대) | 이경원 (단국대) |
| 지명 순위 | KGC               | 전자랜드           | KCC                 | kt                     | 삼성            | 오리온          | SK              | LG              | 동부            | 모비스          |
| 3         | 이한림 (성균관대) | 이현승 (건국대 졸) | 박여호수아 (조선대) | 강호연 (명지대)        | 최정호 (동국대) | 김민기 (중앙대) | 김태균 (건국대) | 박태준 (단국대) | 구세훈 (단국대) | 박봉진 (상명대) |
| 지명 순위 | 모비스            | 동부               | LG                  | SK                     | 오리온          | 삼성            | kt              | KCC             | 전자랜드        | KGC             |
| 4         | 박찬혁 (경희대)   | 송제문 (중앙대)    | 김영웅 (상명대)     | 벤자민 길 (브라이튼고) | 김지수 (명지대) | 임종혁 (중앙대) | 양희수 (동국대) | 고재호 (고려대) | 홍기영 (명지대) | 이주한 (명지대) |

## 드래프트 화제
- 이번 드래프트에서 가장 주목 받았던 문성곤이 전체 1순위로 안양 KGC인삼공사의 지명을 받게 되었다.
- 고졸 출신의 송교창이 전체 3순위로 전주 KCC 이지스의 지명을 받았다.
- 일반 참가 선수 중 건국대 출신의 이승환과 서울 SK 나이츠 소속의 이현석의 형으로 화제가 된 이현승이 선발되었다.
- 창원 LG 세이커스는 고양 오리온 오리온스의 드래프트권 양도로 1라운드 지명권 2장을 가지고 있었으나 6,8순위의 선수를 선발했다.

## 같이 보기
- KBL 드래프트